# Gigny-Bussy
Gigny-Bussy è un comune francese di 258 abitanti situato nel dipartimento della Marna nella regione del Grand Est.

## Società

### Evoluzione demografica
Abitanti censiti